# Komitet Rady Ministrów do Spraw Młodzieży
Komitet Rady Ministrów do Spraw Młodzieży – organ kolegialny Rady Ministrów, istniejący w latach 1982–1988, powołany w celu zapewnienia niezbędnych warunków do realizacji programowych, koordynacyjnych i kontrolnych funkcji Rządu w kształtowaniu i realizacji polityki państwa w stosunku do młodego pokolenia, a także stworzenia właściwej płaszczyzny współpracy pomiędzy Radą Ministrów, a organizacjami młodzieżowymi i zainteresowanymi organizacjami społecznymi, w duchu partnerstwa i wspólnej troski o prawidłowy rozwój młodego pokolenia. 

## Powołanie Komitetu
Na podstawie uchwały Rady Ministrów z 1982 r. w sprawie powołania Komitetu Rady Ministrów do Spraw Młodzieży ustanowiono Komitet. 

## Zadania Komitetu
Zadaniem Komitetu było:
- projektowanie programów i kierunków działalności Rządu na rzecz młodego pokolenia,
- koordynowanie i kontrolowanie działań naczelnych i centralnych organów administracji państwowej w zakresie realizacji polityki państwa w stosunku do młodego pokolenia,
- kształtowanie kierunków i zasad współpracy Rządu i innych organów administracji państwowej z organizacjami młodzieżowymi, społecznymi oraz związkami zawodowymi w sprawach dotyczących młodzieży,
- tworzenie płaszczyzny szerokiej konsultacji w sprawach młodego pokolenia pomiędzy członkami Rządu i podległymi mu organami a organizacjami młodzieżowymi i społecznymi o zasięgu ogólnokrajowym, a także rozpatrywanie zgłaszanych przez te organizacje spraw o charakterze międzyresortowym.

## Szczególne  działania Komitetu
Do zakresu działania Komitetu należało w szczególności:
- współdziałanie na rzecz realizacji zadań patriotycznego, socjalistycznego wychowania młodzieży oraz kształtowania aktywnego stosunku młodego pokolenia do pracy i obowiązków obywatelskich,
- określanie zasad i tworzenie podstaw do partnerskiego udziału młodzieży w życiu społecznym i politycznym, w tym w pracach organów przedstawicielskich i samorządowych,
- zapewnianie warunków do udziału młodzieży w projektowaniu i kształtowaniu kierunków polityki społeczno-gospodarczej państwa,
- tworzenie przesłanek do aktywnego udziału młodego pokolenia w realizacji zadań społeczno-gospodarczych, w tym zwłaszcza w zakresie wdrażania reformy gospodarczej, postępu naukowo-technicznego, rozwoju budownictwa mieszkaniowego oraz unowocześniania rolnictwa,
- podejmowanie przedsięwzięć na rzecz poprawy warunków startu życiowego i zawodowego młodzieży przez współudział w programowaniu i realizacji polityki socjalnej, zatrudnienia i płac, polityki kadrowej oraz polityki mieszkaniowej,
- wspieranie społecznych i gospodarczych inicjatyw socjalistycznych związków młodzieży oraz inicjatyw organizacji społecznych na rzecz młodego pokolenia.

## Skład Komitetu
W skład Komitetu wchodzili:
- Przewodniczący – wiceprezes Rady Ministrów,
- Sekretarz  – minister-członek Rady Ministrów do Spraw Młodzieży.
- członkowie – ministrowie wybranych resortów.

## Zniesienie Komitetu
Na podstawie uchwały Rady Ministrów z 1988 r. w sprawie uznania niektórych uchwał Rady Ministrów i Prezydium Rządu ogłoszonych w Monitorze Polskim za nieobowiązujące zlikwidowano Komitet.